# Krampbro
Krampbro är en bebyggelse vid korsningen mellan länsvägarna 147, I 623 och I 638. Från 2015 avgränsar SCB här en småort.